# Festival de la Canción de Eurovisión 2007
El LII Festival de la Canción de Eurovisión fue celebrado en la ciudad de Helsinki, Finlandia, después de que el grupo de heavy metal Lordi ganara el Festival de 2006, celebrado en Atenas, la capital de Grecia. El evento, que consistió en una semifinal realizada el 10 de mayo de 2007 y una final, el 12 de mayo siguiente, fue celebrado en el Hartwall Areena, con una capacidad de 14.000 espectadores. 
El evento contó con la participación de 42 países miembros de la Unión Europea de Radiodifusión, organizadora del festival, lo que supuso la mayor cifra de países hasta el momento, superando el límite establecido de 40 televisiones. Esto se debió a la incorporación por primera vez de Georgia, República Checa, Serbia y Montenegro (Serbia y Montenegro habían participado hasta 2005 como Serbia y Montenegro) y la reincorporación de Austria y Hungría; Mónaco, en tanto, fue el único país participante en 2006 que decidió retirarse.
El sistema de selección se mantuvo como en los últimos años. Los diez mejores países del festival anterior más el Big Four (Alemania, España, Francia y el Reino Unido) se clasificaron automáticamente a la final, mientras los restantes 28 países participaron en una semifinal, donde se clasificaron los diez mejores a la fase definitiva. En cada una de las rondas, cada uno de los 42 países entregó de 1 a 8, 10 y 12 puntos respectivamente a los 10 participantes más votados por el público a través de llamadas telefónicas o SMS.
Finalmente, Serbia ganó por primera vez este festival desde la guerra de los Balcanes (ya había ganado en 1989 como Yugoslavia) gracias a la interpretación del tema "Molitva" («Plegaria» en serbio) por parte de la cantante Marija Šerifović. El segundo lugar fue alcanzado por la drag queen ucraniana Verka Serdyuchka y "Dancing lasha tumbai", seguida por el trío pop ruso Serebro y "Song Nº 1".

## Participantes
42 países pertenecientes a la Unión Europea de Radiodifusión presentaron sus intenciones de participar en esta edición de Eurovisión antes del plazo final, el 15 de diciembre de 2006. Aunque previamente la UER había establecido un límite de cuarenta participantes, decidió aceptar a todos los países participantes. 
De los 42 países, cuatro participaron por primera vez. República Checa, miembro desde 1993, presentó su primera canción en 2007, al igual que Georgia, miembro desde 2005. Las emisoras representantes de Serbia y Montenegro fueron miembros de la UER desde 2002 y 2001, pero enviaron un único representante como parte del estado unificado de Serbia y Montenegro a partir del año 2004. En 2006, aunque se clasificó directamente a la final, la tensión entre ambos países y la elección de unos montenegrinos, obligó a la deserción. Finalmente, tras el plebiscito independentista montenegrino, la unión fue disuelta y desde 2007 participan en forma separada.
Austria y Hungría anunciaron el regreso al concurso, después de los retiros respectivos en 2006 y 2005. El 12 de diciembre de 2006, Mónaco anunció sus intenciones de no participar en el evento de 2007. Azerbaiyán no pudo participar a pesar de sus intenciones, puesto que la emisora AzTV aún no había sido aceptada como miembro activo de la UER.

### Canciones y selección
Cada uno de los 42 países participantes realizó procesos propios de selección de los temas que representarían a cada país. Este proceso fue organizado por las diferentes cadenas de televisión encargadas del concurso. Las normas y las exigencias variaron en todos los países, manteniendo las reglas estipuladas por el UER.
La siguiente tabla muestra las canciones elegidas por cada país, su intérprete y el proceso de selección realizado.
| País y TV                 | Título original de la canción     | Artista                            | Proceso y fecha de selección        |
| País y TV                 | Traducción al español             | Idiomas de interpretación          | Proceso y fecha de selección        |
| ------------------------- | --------------------------------- | ---------------------------------- | ----------------------------------- |
| Albania · RTSH            | Hear my plea                      | Aida Ndoci & Frederik Ndoci        | Festivali i Këngës, 23-12-06        |
| Albania · RTSH            | "Oye mi súplica"                  | Inglés y albanés                   | Festivali i Këngës, 23-12-06        |
| Alemania · ARD            | Frauen regier'n die Welt          | Roger Cicero                       | Grand Prix Vorentscheid, 8-03-07    |
| Alemania · ARD            | "Las mujeres gobiernan el mundo"  | Alemán                             | Grand Prix Vorentscheid, 8-03-07    |
| Andorra · RTVA            | Salvem el món                     | Anonymous                          | Elección interna, 15-01-07          |
| Andorra · RTVA            | "Salvemos el mundo"               | Catalán e inglés                   | Elección interna, 15-01-07          |
| Armenia AMPTV             | Anytime you need                  | Hayko                              | ARMTV Eurovision 2007, 25-0207      |
| Armenia AMPTV             | "Siempre que lo necesites"        | Inglés y armenio                   | ARMTV Eurovision 2007, 25-0207      |
| Austria · ORF             | Get a life, get alive             | Eric Papilaya                      | Elección interna, 20-02-07          |
| Austria · ORF             | "Cómprate una vida, vive"         | Inglés                             | Elección interna, 20-02-07          |
| RTBF                      | LovePower                         | The KMG's                          | Elección interna, 20-02-07          |
| RTBF                      | "El poder del amor"               | Inglés                             | Elección interna, 20-02-07          |
| Bielorrusia · BTRC        | Work your magic                   | Koldun                             | Eurofest 2007, 22-01-07             |
| Bielorrusia · BTRC        | "Practica tu magia"               | Inglés                             | Eurofest 2007, 22-01-07             |
| Bosnia y Herzegovina BHRT | Rijeka Bez Imena                  | Marija                             | Elección interna, 16-01-07          |
| Bosnia y Herzegovina BHRT | "Río sin nombre"                  | Bosnio y serbio                    | Elección interna, 16-01-07          |
| Bulgaria BNT              | Water                             | Elitsa Todorova & Stoyan Yankoulov | Eurovizija 2007, 24-02-07           |
| Bulgaria BNT              | "Agua"                            | Búlgaro                            | Eurovizija 2007, 24-02-07           |
| Chipre CyBC               | Comme ci, comme ça                | Evridiki                           | Elección interna, 26-01-07          |
| Chipre CyBC               | "Así, así"                        | Francés                            | Elección interna, 26-01-07          |
| Croacia · HRT             | Vjerujem u ljubav                 | Dragonfly & Dado Topić             | HRT Dora, 3-03-07                   |
| Croacia · HRT             | "Creo en el amor"                 | Croata e inglés                    | HRT Dora, 3-03-07                   |
| Dinamarca DR              | Drama Queen                       | DQ                                 | Dansk Melodi Grand Prix, 10-02-07   |
| Dinamarca DR              | "Reina del drama"                 | Inglés                             | Dansk Melodi Grand Prix, 10-02-07   |
| Eslovenia RTVSLO          | Cvet z juga                       | Alenka Gotar                       | EMA, 3-02-07                        |
| Eslovenia RTVSLO          | "Flor del sur"                    | Esloveno                           | EMA, 3-02-07                        |
| España · TVE              | I love you mi vida                | D'Nash                             | Misión Eurovisión, 24-02-07         |
| España · TVE              | "Te amo, mi vida"                 | Español e inglés                   | Misión Eurovisión, 24-02-07         |
| Estonia ERR               | Partners in crime                 | Gerli Padar                        | Eurolaul, 3-02-07                   |
| Estonia ERR               | "Cómplices"                       | Inglés                             | Eurolaul, 3-02-07                   |
| Finlandia · YLE           | Leave Me Alone                    | Hanna Pakarinen                    | Eurovision Laulukilpailu, 17-02-07  |
| Finlandia · YLE           | "Déjame en paz"                   | Inglés                             | Eurovision Laulukilpailu, 17-02-07  |
| Francia France 3          | L'amour à la française            | Les Fatals Picards                 | Et si on gagnait?, 6-03-07          |
| Francia France 3          | "El amor a la francesa"           | Francés e inglés                   | Et si on gagnait?, 6-03-07          |
| Georgia GPB               | Visionary dream                   | Sopho                              | Votación popular 12-06-06           |
| Georgia GPB               | "Sueño visionario"                | Inglés                             | Votación popular 12-06-06           |
| Grecia · ERT              | Yassou Maria                      | Sarbel                             | ERT Eurovision, 28-02-07            |
| Grecia · ERT              | "Hola, María"                     | Inglés                             | ERT Eurovision, 28-02-07            |
| Hungría · MTV             | Unsubstantial blues               | Magdi Rúzsa                        | Elección interna, 12-03-07          |
| Hungría · MTV             | "Blues insustancial"              | Inglés                             | Elección interna, 12-03-07          |
| Irlanda RTÉ               | They can't stop the spring        | Dervish                            | Votación popular. 14-1-07           |
| Irlanda RTÉ               | "No pueden detener la primavera"  | Inglés                             | Votación popular. 14-1-07           |
| Islandia RÚV              | Valentine lost                    | Eiríkur Hauksson                   | Söngvakeppni Sjónvarpsins, 17-02-07 |
| Islandia RÚV              | "Enamorada perdida"               | Inglés                             | Söngvakeppni Sjónvarpsins, 17-02-07 |
| Israel IBA                | Push the botton                   | Teapacks                           | Votación popular, 27-02-07          |
| Israel IBA                | "Pulsa el botón"                  | Inglés, francés y hebreo           | Votación popular, 27-02-07          |
| Letonia LTV               | Questa notte                      | Bonaparti.lv                       | Eirodziesma, 24-02-07               |
| Letonia LTV               | "Esta noche"                      | Italiano                           | Eirodziesma, 24-02-07               |
| Lituania · LRT            | Love or leave                     | 4Fun                               | Nacionalines Atrankos, 3-03-07      |
| Lituania · LRT            | "Ámame o vete"                    | Inglés                             | Nacionalines Atrankos, 3-03-07      |
| Macedonia (ARY) MKRTV     | Mojot svet                        | Karolina Gočeva                    | MK Eurosong, 24-02-07               |
| Macedonia (ARY) MKRTV     | "Mi mundo"                        | Macedonio e inglés                 | MK Eurosong, 24-02-07               |
| Malta PBS                 | Vertigo                           | Olivia Lewis                       | Malta Song for Europe, 3-02-07      |
| Malta PBS                 | "Vértigo"                         | Inglés                             | Malta Song for Europe, 3-02-07      |
| Moldavia TRM              | Fight                             | Natalia Barbu                      | Elección interna, 24-12-06          |
| Moldavia TRM              | "Lucha"                           | Inglés                             | Elección interna, 24-12-06          |
| Montenegro · RTCG         | Ajde, Kroči                       | Stevan Faddy                       | MontenegroSong, 25-02-07            |
| Montenegro · RTCG         | "Ven, acércate"                   | Serbio                             | MontenegroSong, 25-02-07            |
| Noruega · NRK             | Ven a bailar conmigo              | Guri Schanke                       | Melodi Grand Prix, 10-02-07         |
| Noruega · NRK             | -                                 | Inglés y español                   | Melodi Grand Prix, 10-02-07         |
| Países Bajos · NOS        | On top of the world               | Edsilia Rombley                    | Elección interna, 11-02-07          |
| Países Bajos · NOS        | "En la cima del mundo"            | Inglés                             | Elección interna, 11-02-07          |
| Polonia · TVP             | Time to party                     | The Jet Set                        | Piosenka dla Europy 2007, 3-02-07   |
| Polonia · TVP             | "Tiempo de fiesta"                | Inglés                             | Piosenka dla Europy 2007, 3-02-07   |
| Portugal RTP              | Dança comigo (vem ser feliz)      | Sabrina                            | Festival da Canção 2007, 10-03-07   |
| Portugal RTP              | "Baila conmigo (ven a ser feliz)" | Portugués                          | Festival da Canção 2007, 10-03-07   |
| Reino Unido BBC           | Flying the flag (for you)         | Scooch                             | Making Your Mind Up, 17-03-07       |
| Reino Unido BBC           | "Izando la bandera (por ti)"      | Inglés                             | Making Your Mind Up, 17-03-07       |
| República Checa · ČT      | Malá dáma                         | Kábat                              | Eurosong 2007, 10-03-07             |
| República Checa · ČT      | "Mujercita"                       | Checo                              | Eurosong 2007, 10-03-07             |
| Rumania TVR               | Liubi, liubu, I love you          | Todomondo                          | Selectia Nationala 2007, 10-02-07   |
| Rumania TVR               | "Amor, amor, te quiero"           | Varios idiomas                     | Selectia Nationala 2007, 10-02-07   |
| Rusia C1R                 | Song #1                           | Serebró                            | Elección interna, 12-03-07          |
| Rusia C1R                 | "Canción n.º 1"                   | Inglés                             | Elección interna, 12-03-07          |
| Serbia RTS                | Molitva                           | Marija Šerifović                   | Beovizija, 8-03-07                  |
| Serbia RTS                | "Plegaria"                        | Serbio                             | Beovizija, 8-03-07                  |
| Suecia · SVT              | The worrying kind                 | The Ark                            | Melodifestivalen, 10-03-07          |
| Suecia · SVT              | "De los que se preocupan"         | Inglés                             | Melodifestivalen, 10-03-07          |
| Suiza · SSR SRG           | Vampires are alive                | DJ Bobo                            | Elección interna, 21-02-07          |
| Suiza · SSR SRG           | "Los vampiros están vivos"        | Inglés                             | Elección interna, 21-02-07          |
| Turquía TRT               | Shake it up, shekerim             | Kenan Doğulu                       | Elección interna, 9-02-07           |
| Turquía TRT               | "Muévete, cariño"                 | Inglés                             | Elección interna, 9-02-07           |
| Ucrania · NTU             | Dancing lasha tumbai              | Verka Serdyuchka                   | NTU Eurovision 2007, 9-03-07        |
| Ucrania · NTU             | "Bailando el lasha tumbai"        | Inglés, alemán, ruso y ucraniano   | NTU Eurovision 2007, 9-03-07        |

Algunos datos de los participantes:
- Cuatro intérpretes ya habían participado previamente en el Festival de Eurovisión: Edsilia Rombley lo había hecho por los Países Bajos en 1998, mientras que el islandés Eiríkur Hauksson participó en 1986 y la macedonia Karolina Gočeva, en 2002. Finalmente, la representante de Chipre, Evridiki, se presentó en 1992 y 1994.
- 33 de las 42 canciones fueron interpretadas en idioma inglés, muchas de las cuales mezclaron este idioma con los propios idiomas nativos o como parte de una canción en múltiples lenguas. Por otro lado, dos canciones (las de Letonia y Chipre) fueron interpretadas completamente en idiomas que no son oficiales en sus países (italiano y francés, respectivamente).

## Organización del Festival

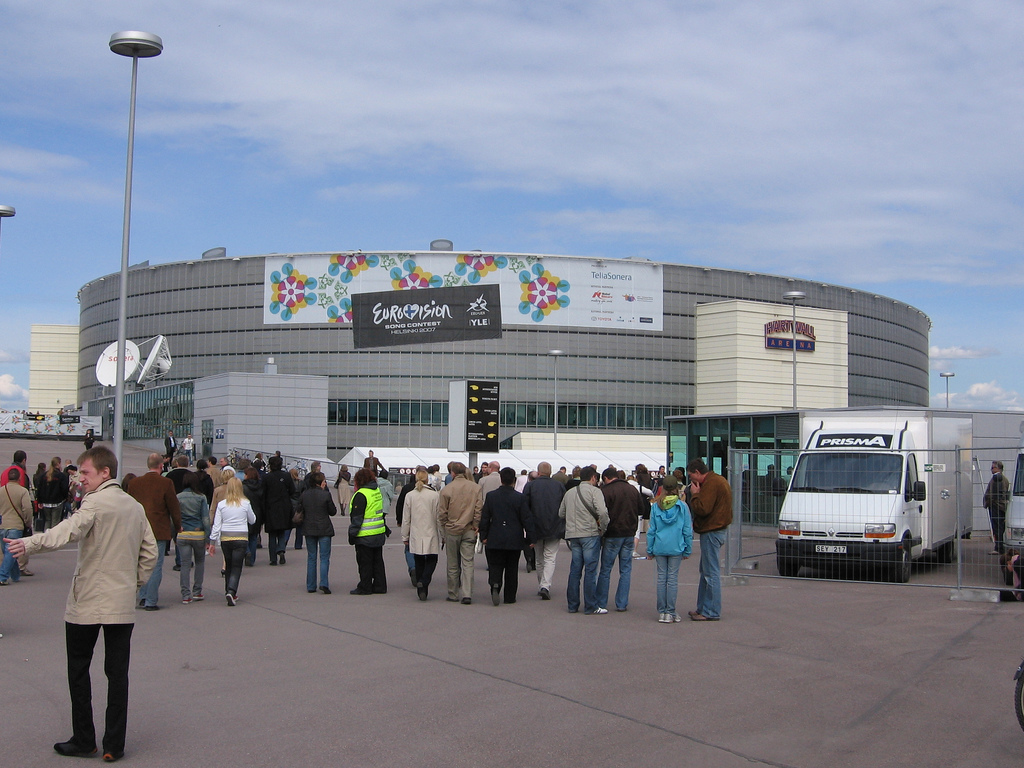
Hartwall Areena durante la realización del Festival de la Canción Eurovisión 2007. En dicho recinto fueron realizadas tanto la semifinal como la presentación final de los concursantes.

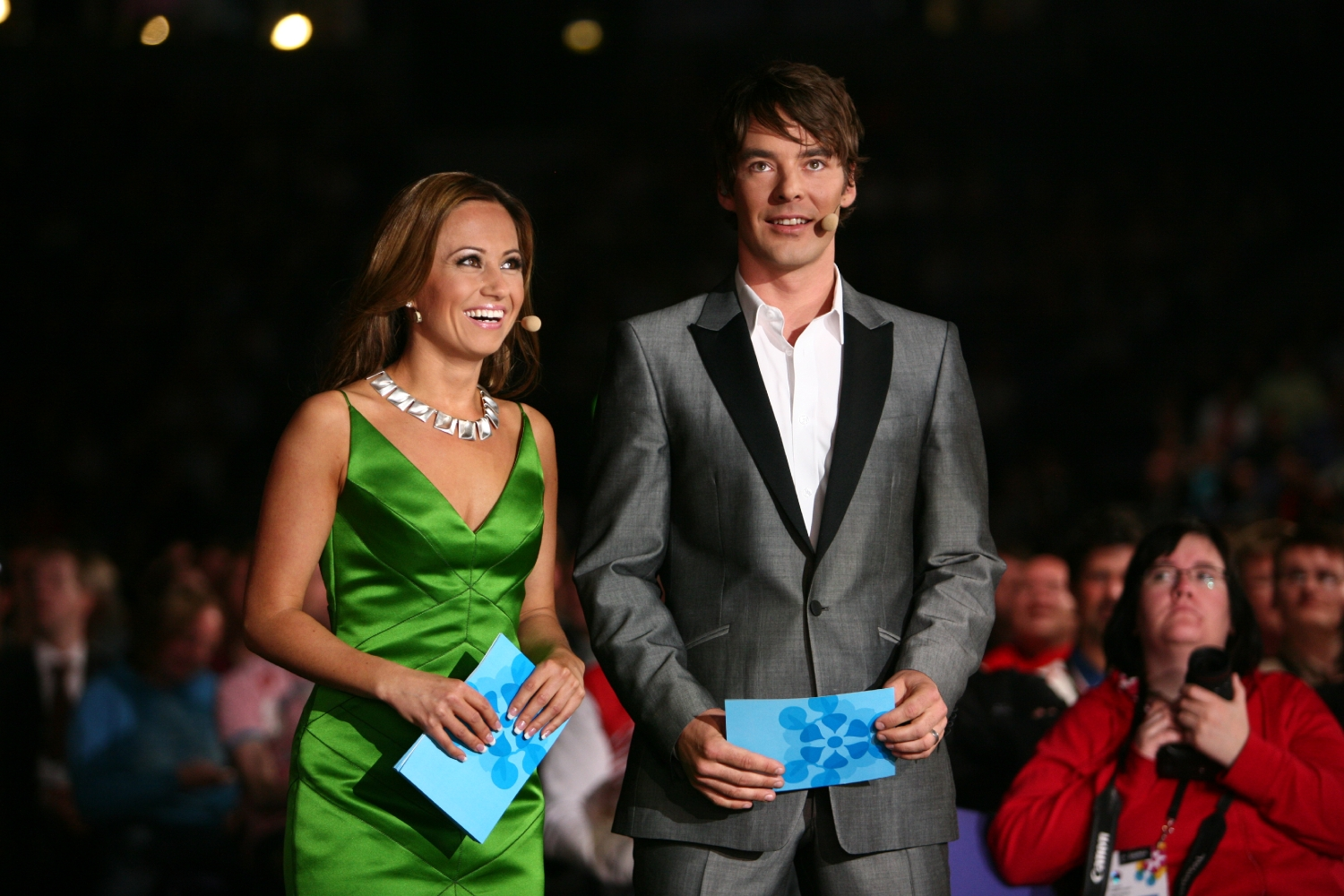
Jaana Pelkonen y Mikko Leppilampi, los presentadores de Eurovisión 2007.

Tras la victoria de Lordi en Eurovisión 2006, YLE fue designado organizador del evento del año siguiente, estableciendo un presupuesto equivalente a los 13 millones de euros. Ciudades como Tampere, Turku y Espoo intentaron obtener la sede del festival, pero el estadio de hockey sobre hielo más grande del país, el Hartwall Areena de Helsinki, fue siempre el favorito para realizar el concurso, lo cual sería confirmado por la cadena algunos meses después. Helsinki, la capital, contaba además con la infraestructura hotelera y de transportes como para la celebración de un evento de la magnitud de Eurovisión. A esto se sumaba que el Hartwall Areena, renombrado como Helsinki Arena durante Eurovisión por razones promocionales, estaba ubicado en las cercanías del edificio principal de YLE, lo que permitía fácil acceso logístico entre ambas instalaciones.
La organización del evento mantuvo como logo del concurso el formato utilizado desde Eurovisión 2004: la palabra Eurovisión con un corazón formando la letra V, incluyendo la bandera de Finlandia al centro de este. El lema del evento, anunciado el 27 de noviembre de 2006, fue "True Fantasy" («Verdadera fantasía») mientras que el diseño artístico, creado por la agencia Dog Design, instauró patrones de un caleidoscopio en tonos claros sobre fondo blanco basados en signos y la letra F, como forma de mezclar el carácter polar e invernal con el que se conoce a Finlandia en el extranjero. Esta idea también se vio reflejada en la grabación de diversos cortos utilizados como introducción a las presentaciones de los artistas, donde se mostraron diversas imágenes de la vida cotidiana finlandesa, mezclando el humor, la naturaleza y los avances tecnológicos del país.
El 12 de marzo de 2007 fueron realizados los sorteos del orden de presentación de las canciones participantes tanto en la semifinal como en la final. Una nueva característica fue instalada, al sortear cinco países semifinalistas y tres finalistas que elegirían su posición de presentación en la respectiva ronda. Los países que ejercieron dicho derecho en la semifinal fueron Austria, Andorra, Turquía, Eslovenia y Letonia, mientras en la final lo hicieron Armenia, Ucrania y Alemania; todos estos participantes eligieron las últimas posiciones de presentación. Ese mismo día, la UER aceptó todas las canciones participantes, incluyendo la controvertida canción israelí sobre una posible guerra atómica (puesto que están prohibidos en Eurovisión los contenidos de carácter político). La única excepción fue el Reino Unido, puesto que el tema representante sería elegido algunos días después con el permiso de la UER.
En cuanto a la transmisión, el evento fue presentado por televisión a través de las cadenas participantes de Eurovisión. En Azerbaiyán, el evento fue transmitido por ITV y no por AzTV, pues a pesar de ser miembro de la UER, su ingreso se produjo el 1 de enero de 2007, quedando fuera del plazo de inscripción. Por otro lado, TMC transmitió la final del evento en Mónaco a pesar de su retiro del concurso. El evento también fue transmitido en Australia por SBS, usando los comentarios de la BBC inglesa y con retraso para ajustarse a los horarios de transmisión en dicho país. En el resto del mundo, el evento también fue transmitido en directo por las señales internacionales de Canal 1 (Rusia), ERT World, TVE Internacional, TVP Polonia, RTP Internacional y TVR i y por el sitio oficial del Festival, eurovision.tv. 
El evento fue transmitido por YLE en formato 1080i HD y sonido surround 5.1, siendo el primer año en que el evento es emitido en televisión de alta definición. Sin embargo, solo fue transmitido en alta definición por los canales de alta definición de la BBC en el Reino Unido (solo la final) y por SVT en Suecia (semifinal y final).
El evento fue auspiciado por la empresa de telecomunicaciones TeliaSonera y, al igual que en ediciones previas, por Nobel Biocare. Los animadores elegidos para el evento, en tanto, fueron la popular presentadora de televisión Jaana Pelkonen y el actor y músico Mikko Leppilampi.

## Celebración del festival

### Semifinal

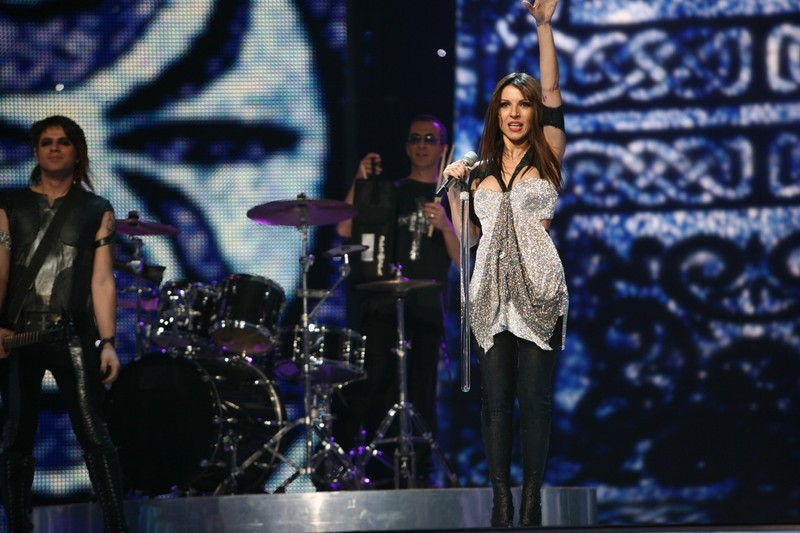
Evridiki, representante de Chipre, interpretando Comme ci, comme ça durante la semifinal realizada el 10 de mayo de 2007.

Por cuarta vez en la historia del Festival, fue realizada una semifinal para poder determinar 10 de los 24 participantes de la ronda definitiva del concurso. Esta etapa fue celebrada el 10 de mayo de 2007 en el Hartwall Areena.
28 canciones fueron interpretadas por los representantes de sus respectivos países. Tras la presentación de los concursantes, se abrieron por 15 minutos las líneas telefónicas en los 42 países adscritos al Festival. Así, los habitantes de dichos países pudieron votar por su canción favorita y cada país otorgó 12 puntos al país más votado, 10 al segundo y entre 1 y 8 a los siguientes ocho lugares.
Finalmente, los animadores abrieron 10 sobres donde aparecían los 10 países clasificados. La apertura de los sobres, en orden aleatorio, permitió la definición del orden de aparición en la final de los diez participantes que pasaron a la ronda siguiente. Los resultados finales de la semifinal solo fueron anunciados una vez terminada la final. El tema Molitva de Serbia, interpretado por la cantante Marija Šerifović, obtuvo el primer lugar con 298 puntos, seguido por el blues húngaro Unsubstantial blues de Magdi Rúzsa, con 224.
Los diez países clasificados a la fase final fueron Bielorrusia, Bulgaria, Eslovenia, Georgia, Hungría, Letonia, Macedonia del Norte, Moldavia, Serbia y Turquía. Todos estos países, a excepción de Turquía, se ubican en Europa del Este; las posiciones más altas para los países de Europa Occidental fueron para Portugal, Andorra e Islandia, 11.º, 12.º y 13.er lugar, respectivamente. La exclusión de países occidentales, entre los que se encuentran los fundadores del concurso, originó algunas críticas que se sumaron a la sorpresa de las derrotas de algunos favoritos como Chipre, Suiza y Andorra.
La siguiente tabla muestra los participantes de la semifinal de Eurovisión 2007:
| N.º | País            | Intérprete(s)                     | Canción                        | Lugar | Puntos |
| --- | --------------- | --------------------------------- | ------------------------------ | ----- | ------ |
| 01  | Bulgaria        | Elitsa Todorova & Stoyan Yankulov | «Water»                        | 6     | 146    |
| 02  | Israel          | Teapacks                          | «Push The Button»              | 24    | 17     |
| 03  | Chipre          | Evridiki                          | «Comme Ci, Comme Ça»           | 15    | 65     |
| 04  | Bielorrusia     | Koldun                            | «Work Your Magic»              | 4     | 176    |
| 05  | Islandia        | Eiríkur Hauksson                  | «Valentine Lost»               | 13    | 77     |
| 06  | Georgia         | Sopho                             | «Visionary Dream»              | 8     | 123    |
| 07  | Montenegro      | Stevan Faddy                      | «Ajde, Kroči»                  | 23    | 33     |
| 08  | Suiza           | DJ Bobo                           | «Vampires Are Alive»           | 20    | 40     |
| 09  | Moldavia        | Natalia Barbu                     | «Fight»                        | 10    | 91     |
| 10  | Países Bajos    | Edsilia Rombley                   | «On Top Of The World»          | 21    | 38     |
| 11  | Albania         | Aida & Frederik Ndoci             | «Hear My Plea»                 | 17    | 49     |
| 12  | Dinamarca       | DQ                                | «Drama Queen»                  | 19    | 45     |
| 13  | Croacia         | Dragonfly & Dado Topić            | «Vjerujem u Ljubav»            | 16    | 54     |
| 14  | Polonia         | The Jet Set                       | «Time To Party»                | 14    | 75     |
| 15  | Serbia          | Marija Šerifović                  | «Molitva»                      | 1     | 298    |
| 16  | República Checa | Kábat                             | «Malá Dáma»                    | 28    | 1      |
| 17  | Portugal        | Sabrina                           | «Dança Comigo (Vem Ser Feliz)» | 11    | 88     |
| 18  | Macedonia (ARY) | Karolina Gočeva                   | «Mojot Svet»                   | 9     | 97     |
| 19  | Noruega         | Guri Schanke                      | «Ven a Bailar Conmigo»         | 18    | 48     |
| 20  | Malta           | Olivia Lewis                      | «Vertigo»                      | 25    | 15     |
| 21  | Andorra         | Anonymous                         | «Salvem El Món»                | 12    | 80     |
| 22  | Hungría         | Magdi Rúzsa                       | «Unsubstantial Blues»          | 2     | 224    |
| 23  | Estonia         | Gerli Padar                       | «Partners In Crime»            | 22    | 33     |
| 24  | Bélgica         | The KMG's                         | «LovePower»                    | 26    | 14     |
| 25  | Eslovenia       | Alenka Gotar                      | «Cvet z Juga»                  | 7     | 140    |
| 26  | Turquía         | Kenan Doğulu                      | «Shake It Up, Shekerim»        | 3     | 197    |
| 27  | Austria         | Eric Papilaya                     | «Get a Life, Get Alive»        | 27    | 4      |
| 28  | Letonia         | Bonaparti.lv                      | «Questa Notte»                 | 5     | 168    |

### Final

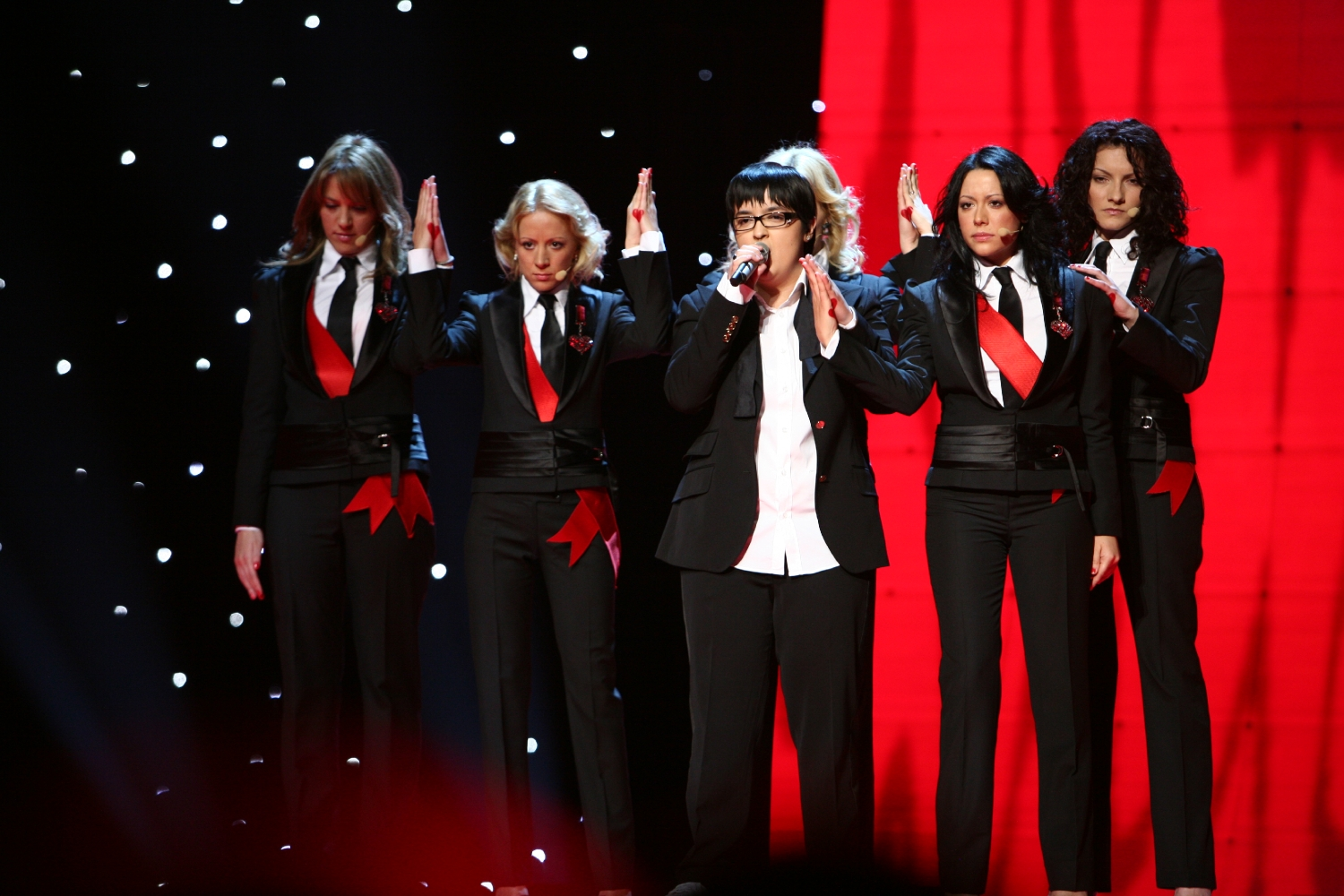
Marija Šerifović, interpretando Molitva, tema con el que Serbia ganó Eurovisión 2007.

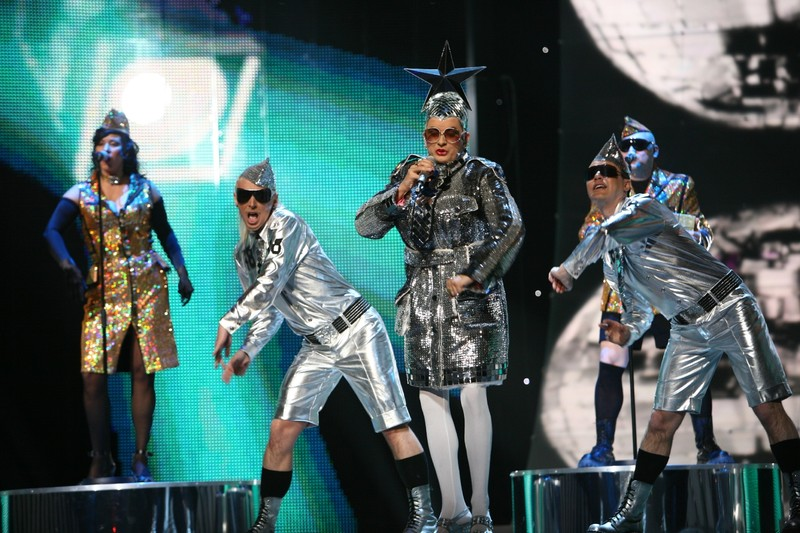
Verka Serduchka, representando a Ucrania con el tema Dancing lasha tumbai.

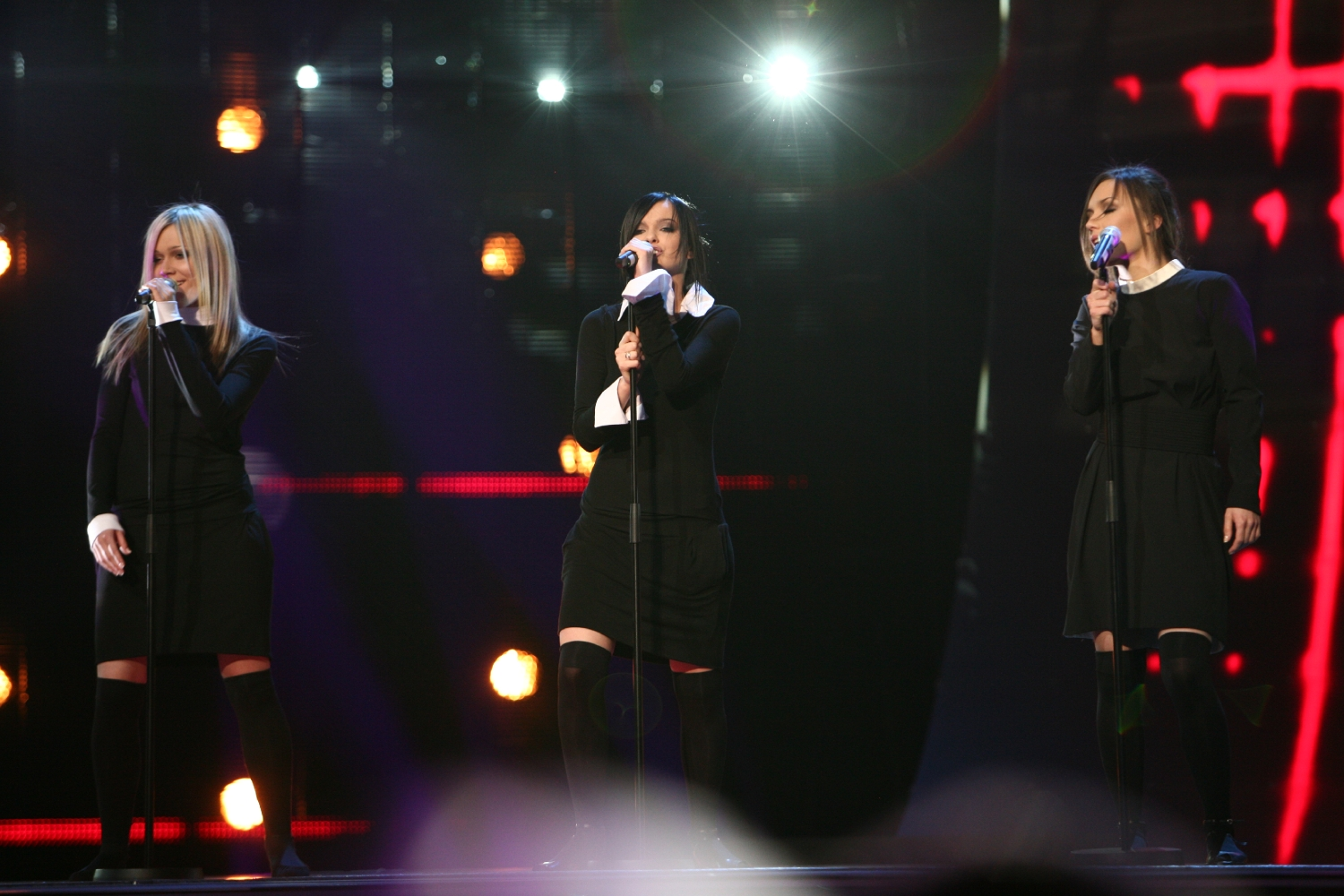
Serebró, las representantes de Rusia, obtuvieron el tercer lugar con Song Nº 1.

La final del Festival de Eurovisión 2007 se celebró el 12 de mayo de 2007. El evento se inició con una presentación artística coronada con la aparición de Lordi, la banda que el año anterior había logrado ganar el certamen con su tema Hard Rock Hallelujah. Tras esta ceremonia de obertura, se dio inicio a la presentación de los 24 países participantes.
El show además contó con la participación de la comediante Krisse Salminen, el grupo Apocalyptica y del Cirque du Soleil. Luego de la presentación de todos los intérpretes, se dio inicio a la votación tras las campanadas realizadas por Santa Claus, que según la tradición vive en la Laponia finlandesa. El sistema de votación fue igual al de la semifinal, con los países entregando de 1 a 8, 10 y 12 puntos a los concursantes más votados por llamadas telefónicas o SMS y haciendo media con el jurado profesional de cada país; en el caso de Albania y Andorra, problemas en el proceso de votación hicieron que solo los jurados especializados fueran los encargados de entregar los puntajes. Tras la votación, un representante de cada país comenzó a mencionar los países que recibieron 8, 10 y 12 puntos, mientras se mostraba en pantalla los restantes votos.
Desde el inicio de las votaciones, Serbia, Ucrania, Rusia y Turquía comenzaron a recibir la mayor cantidad de votos y rápidamente escalaron a las primeras posiciones. Tras la votación de los 42 países participantes, Serbia se convirtió en la ganadora con 268 puntos. Como cierre del evento, Molitva, el tema ganador, fue interpretado por Marija Šerifović con una sobria puesta en escena y acompañada por sus cinco coristas. Este tema se convirtió en el primer ganador de Eurovisión en ser interpretado completamente por un idioma distinto del inglés desde Diva en 1998.
En el segundo lugar quedó la drag queen Verka Serdyuchka y su tema humorístico Dancing lasha tumbai, el cual había generado polémica en la previa al concurso por el parecido entre la frase "lasha tumbai" y "Russia goodbye" («adiós, Rusia»), lo que motivó las protestas de este último país. Aunque Verka insistió en la inexistencia de dicha frase, finalmente interpretó en el Festival el coro con la frase "Russia, goodbye". Precisamente, este último país alcanzó el tercer lugar con el tema Song Nº1 y el trío femenino Serebró.
La siguiente tabla muestra los participantes de la final de Eurovisión 2007:
| N.º | País                 | Intérprete(s)                     | Canción                      | Lugar | Puntos |
| --- | -------------------- | --------------------------------- | ---------------------------- | ----- | ------ |
| 01  | Bosnia y Herzegovina | Marija                            | «Rijeka Bez Imena»           | 11    | 106    |
| 02  | España               | D'Nash                            | «I Love You Mi Vida»         | 20    | 43     |
| 03  | Bielorrusia          | Koldun                            | «Work Your Magic»            | 6     | 145    |
| 04  | Irlanda              | Dervish                           | «They Can't Stop The Spring» | 24    | 5      |
| 05  | Finlandia            | Hanna Pakarinen                   | «Leave Me Alone»             | 17    | 53     |
| 06  | Macedonia (ARY)      | Karolina Gočeva                   | «Mojot Svet»                 | 14    | 73     |
| 07  | Eslovenia            | Alenka Gotar                      | «Cvet z Juga»                | 15    | 66     |
| 08  | Hungría              | Magdi Rúzsa                       | «Unsubstantial Blues»        | 9     | 128    |
| 09  | Lituania             | 4Fun                              | «Love Or Leave»              | 21    | 28     |
| 10  | Grecia               | Sarbel                            | «Yassou Maria»               | 7     | 139    |
| 11  | Georgia              | Sopho                             | «Visionary Dream»            | 12    | 97     |
| 12  | Suecia               | The Ark                           | «The Worrying Kind»          | 18    | 51     |
| 13  | Francia              | Les Fatals Picards                | «L'amour à La Française»     | 22    | 19     |
| 14  | Letonia              | Bonaparti.lv                      | «Questa Notte»               | 16    | 54     |
| 15  | Rusia                | Serebró                           | «Song Nº1»                   | 3     | 207    |
| 16  | Alemania             | Roger Cicero                      | «Frauen Regier'n Die Welt»   | 19    | 49     |
| 17  | Serbia               | Marija Šerifović                  | «Molitva»                    | 1     | 268    |
| 18  | Ucrania              | Verka Serdyuchka                  | «Dancing Lasha Tumbai»       | 2     | 235    |
| 19  | Reino Unido          | Scooch                            | «Flying The Flag»            | 23    | 19     |
| 20  | Rumania              | Todomondo                         | «Liubi, Liubi, I Love You»   | 13    | 84     |
| 21  | Bulgaria             | Elitsa Todorova & Stoyan Yankulov | «Water»                      | 5     | 157    |
| 22  | Turquía              | Kenan Doğulu                      | «Shake It Up, Shekerim»      | 4     | 163    |
| 23  | Armenia              | Hayko                             | «Anytime You Need»           | 8     | 138    |
| 24  | Moldavia             | Natalia Barbu                     | «Fight»                      | 10    | 109    |

Fuente: Festival de Eurovisión 2007 (www.eurovision-spain.com) Archivado el 17 de mayo de 2014 en Wayback Machine.

### Tabla de votación
|  | Votación realizada solo por televoto. |

|  | Votación realizada solo por jurado por no cumplir con los requerimientos mínimos para el televoto. |

#### Semifinal
| ......Participante..... | Pts. | Bandera de Bulgaria | Bandera de Israel | Bandera de Chipre | Bandera de Bielorrusia | Bandera de Islandia | Bandera de Georgia | Bandera de Montenegro | Bandera de Suiza | Bandera de Moldavia | Bandera de los Países Bajos | Bandera de Albania | Bandera de Dinamarca | Bandera de Croacia | Bandera de Polonia | Bandera de Serbia | Bandera de República Checa | Bandera de Portugal | Bandera de Macedonia del Norte | Bandera de Noruega | Bandera de Malta | Bandera de Andorra | Bandera de Hungría | Bandera de Estonia | Bandera de Bélgica | Bandera de Eslovenia | Bandera de Turquía | Bandera de Austria | Bandera de Letonia | Bandera de Armenia | Bandera de Francia | Bandera de Grecia | Bandera de España | Bandera de Finlandia | Bandera de Bosnia y Herzegovina | Bandera de Rumania | Bandera de Alemania | Bandera de Lituania | Bandera de Irlanda | Bandera de Suecia | Bandera de Ucrania | Bandera de Rusia | Bandera del Reino Unido |
| ----------------------- | ---- | ------------------- | ----------------- | ----------------- | ---------------------- | ------------------- | ------------------ | --------------------- | ---------------- | ------------------- | --------------------------- | ------------------ | -------------------- | ------------------ | ------------------ | ----------------- | -------------------------- | ------------------- | ------------------------------ | ------------------ | ---------------- | ------------------ | ------------------ | ------------------ | ------------------ | -------------------- | ------------------ | ------------------ | ------------------ | ------------------ | ------------------ | ----------------- | ----------------- | -------------------- | ------------------------------- | ------------------ | ------------------- | ------------------- | ------------------ | ----------------- | ------------------ | ---------------- | ----------------------- |
| Bulgaria                | 146  |                     | 6                 | 12                | 0                      | 0                   | 3                  | 5                     | 0                | 5                   | 0                           | 1                  | 0                    | 6                  | 0                  | 0                 | 10                         | 5                   | 7                              | 0                  | 3                | 0                  | 8                  | 0                  | 2                  | 3                    | 12                 | 6                  | 0                  | 1                  | 8                  | 10                | 10                | 2                    | 3                               | 1                  | 4                   | 0                   | 0                  | 0                 | 2                  | 0                | 6                       |
| Israel                  | 17   | 0                   |                   | 0                 | 0                      | 1                   | 0                  | 0                     | 0                | 0                   | 0                           | 0                  | 0                    | 0                  | 0                  | 0                 | 2                          | 0                   | 0                              | 0                  | 0                | 0                  | 0                  | 3                  | 0                  | 0                    | 0                  | 0                  | 0                  | 0                  | 6                  | 0                 | 0                 | 0                    | 0                               | 0                  | 0                   | 4                   | 0                  | 0                 | 0                  | 1                | 0                       |
| Chipre                  | 65   | 7                   | 4                 |                   | 0                      | 0                   | 0                  | 0                     | 0                | 0                   | 0                           | 8                  | 0                    | 0                  | 0                  | 0                 | 0                          | 0                   | 0                              | 0                  | 0                | 0                  | 0                  | 0                  | 5                  | 0                    | 0                  | 0                  | 0                  | 4                  | 5                  | 12                | 0                 | 0                    | 0                               | 7                  | 3                   | 0                   | 0                  | 0                 | 0                  | 0                | 10                      |
| Bielorrusia             | 176  | 6                   | 12                | 10                |                        | 4                   | 4                  | 4                     | 0                | 12                  | 0                           | 4                  | 1                    | 0                  | 4                  | 4                 | 5                          | 1                   | 4                              | 3                  | 7                | 0                  | 2                  | 7                  | 0                  | 0                    | 5                  | 0                  | 10                 | 12                 | 0                  | 7                 | 0                 | 0                    | 2                               | 3                  | 0                   | 10                  | 6                  | 3                 | 12                 | 12               | 0                       |
| Islandia                | 77   | 0                   | 0                 | 0                 | 3                      |                     | 1                  | 0                     | 0                | 0                   | 0                           | 0                  | 10                   | 0                  | 0                  | 0                 | 0                          | 0                   | 0                              | 12                 | 0                | 0                  | 10                 | 6                  | 0                  | 0                    | 0                  | 0                  | 6                  | 0                  | 0                  | 0                 | 0                 | 12                   | 0                               | 0                  | 0                   | 5                   | 0                  | 12                | 0                  | 0                | 0                       |
| Georgia                 | 123  | 3                   | 8                 | 7                 | 8                      | 0                   |                    | 0                     | 0                | 8                   | 5                           | 0                  | 0                    | 0                  | 3                  | 0                 | 0                          | 0                   | 0                              | 0                  | 0                | 0                  | 0                  | 10                 | 1                  | 0                    | 10                 | 0                  | 7                  | 8                  | 4                  | 6                 | 3                 | 4                    | 0                               | 0                  | 0                   | 8                   | 0                  | 0                 | 10                 | 10               | 0                       |
| Montenegro              | 33   | 0                   | 0                 | 0                 | 0                      | 0                   | 0                  |                       | 0                | 0                   | 0                           | 7                  | 0                    | 5                  | 0                  | 8                 | 0                          | 0                   | 3                              | 0                  | 0                | 0                  | 0                  | 0                  | 0                  | 5                    | 0                  | 0                  | 0                  | 0                  | 0                  | 0                 | 0                 | 0                    | 5                               | 0                  | 0                   | 0                   | 0                  | 0                 | 0                  | 0                | 0                       |
| Suiza                   | 40   | 0                   | 0                 | 2                 | 0                      | 0                   | 0                  | 0                     |                  | 0                   | 0                           | 0                  | 3                    | 1                  | 0                  | 0                 | 0                          | 0                   | 0                              | 0                  | 10               | 6                  | 0                  | 2                  | 0                  | 2                    | 0                  | 0                  | 4                  | 0                  | 0                  | 2                 | 0                 | 0                    | 0                               | 0                  | 8                   | 0                   | 0                  | 0                 | 0                  | 0                | 0                       |
| Moldavia                | 91   | 1                   | 3                 | 6                 | 12                     | 0                   | 7                  | 0                     | 0                |                     | 0                           | 0                  | 0                    | 0                  | 0                  | 0                 | 0                          | 12                  | 0                              | 0                  | 0                | 0                  | 0                  | 0                  | 0                  | 0                    | 8                  | 0                  | 0                  | 7                  | 0                  | 3                 | 6                 | 0                    | 0                               | 12                 | 0                   | 0                   | 2                  | 0                 | 6                  | 6                | 0                       |
| Países Bajos            | 38   | 0                   | 1                 | 0                 | 0                      | 0                   | 0                  | 0                     | 1                | 0                   |                             | 0                  | 4                    | 0                  | 0                  | 0                 | 0                          | 3                   | 0                              | 1                  | 8                | 5                  | 5                  | 0                  | 10                 | 0                    | 0                  | 0                  | 0                  | 0                  | 0                  | 0                 | 0                 | 0                    | 0                               | 0                  | 0                   | 0                   | 0                  | 0                 | 0                  | 0                | 0                       |
| Albania                 | 49   | 2                   | 0                 | 0                 | 0                      | 0                   | 0                  | 6                     | 7                | 0                   | 0                           |                    | 0                    | 3                  | 0                  | 0                 | 0                          | 0                   | 10                             | 0                  | 0                | 0                  | 0                  | 0                  | 0                  | 0                    | 4                  | 3                  | 0                  | 0                  | 0                  | 8                 | 0                 | 0                    | 4                               | 0                  | 1                   | 0                   | 0                  | 0                 | 0                  | 0                | 1                       |
| Dinamarca               | 45   | 0                   | 5                 | 0                 | 0                      | 8                   | 0                  | 0                     | 0                | 0                   | 1                           | 0                  |                      | 0                  | 0                  | 3                 | 0                          | 0                   | 0                              | 4                  | 6                | 2                  | 0                  | 0                  | 0                  | 0                    | 0                  | 0                  | 0                  | 0                  | 0                  | 0                 | 0                 | 0                    | 0                               | 0                  | 0                   | 0                   | 5                  | 4                 | 0                  | 0                | 7                       |
| Croacia                 | 54   | 0                   | 0                 | 0                 | 0                      | 0                   | 0                  | 7                     | 5                | 0                   | 0                           | 3                  | 0                    |                    | 0                  | 6                 | 0                          | 0                   | 6                              | 0                  | 0                | 0                  | 0                  | 0                  | 0                  | 8                    | 0                  | 7                  | 0                  | 0                  | 0                  | 0                 | 0                 | 0                    | 10                              | 0                  | 2                   | 0                   | 0                  | 0                 | 0                  | 0                | 0                       |
| Polonia                 | 75   | 0                   | 0                 | 3                 | 5                      | 2                   | 6                  | 1                     | 0                | 0                   | 0                           | 0                  | 2                    | 0                  |                    | 2                 | 0                          | 0                   | 2                              | 0                  | 0                | 10                 | 3                  | 0                  | 0                  | 0                    | 0                  | 4                  | 1                  | 5                  | 3                  | 0                 | 0                 | 0                    | 0                               | 0                  | 5                   | 3                   | 10                 | 0                 | 5                  | 0                | 3                       |
| Serbia                  | 298  | 8                   | 7                 | 8                 | 10                     | 10                  | 8                  | 12                    | 12               | 6                   | 10                          | 2                  | 6                    | 12                 | 5                  |                   | 12                         | 4                   | 12                             | 8                  | 1                | 0                  | 12                 | 0                  | 4                  | 12                   | 0                  | 12                 | 2                  | 10                 | 7                  | 5                 | 5                 | 8                    | 12                              | 6                  | 10                  | 1                   | 8                  | 10                | 8                  | 8                | 5                       |
| República Checa         | 1    | 0                   | 0                 | 0                 | 0                      | 0                   | 0                  | 0                     | 0                | 0                   | 0                           | 0                  | 0                    | 0                  | 0                  | 0                 |                            | 0                   | 0                              | 0                  | 0                | 0                  | 0                  | 1                  | 0                  | 0                    | 0                  | 0                  | 0                  | 0                  | 0                  | 0                 | 0                 | 0                    | 0                               | 0                  | 0                   | 0                   | 0                  | 0                 | 0                  | 0                | 0                       |
| Portugal                | 88   | 0                   | 0                 | 1                 | 7                      | 0                   | 0                  | 0                     | 8                | 7                   | 4                           | 0                  | 0                    | 0                  | 10                 | 1                 | 0                          |                     | 0                              | 0                  | 0                | 12                 | 0                  | 0                  | 3                  | 1                    | 0                  | 0                  | 3                  | 6                  | 10                 | 0                 | 8                 | 0                    | 0                               | 0                  | 7                   | 0                   | 0                  | 0                 | 0                  | 0                | 0                       |
| Macedonia (ARY)         | 97   | 12                  | 0                 | 0                 | 0                      | 0                   | 0                  | 10                    | 6                | 0                   | 0                           | 10                 | 0                    | 8                  | 0                  | 10                | 6                          | 0                   |                                | 0                  | 0                | 0                  | 0                  | 0                  | 0                  | 10                   | 6                  | 5                  | 0                  | 0                  | 0                  | 0                 | 0                 | 0                    | 7                               | 2                  | 0                   | 0                   | 0                  | 5                 | 0                  | 0                | 0                       |
| Noruega                 | 48   | 0                   | 0                 | 0                 | 0                      | 7                   | 0                  | 2                     | 0                | 1                   | 3                           | 0                  | 7                    | 0                  | 2                  | 0                 | 0                          | 2                   | 0                              |                    | 2                | 3                  | 1                  | 4                  | 0                  | 0                    | 0                  | 0                  | 0                  | 3                  | 0                  | 0                 | 4                 | 1                    | 0                               | 0                  | 0                   | 0                   | 0                  | 6                 | 0                  | 0                | 0                       |
| Malta                   | 15   | 0                   | 0                 | 0                 | 0                      | 0                   | 0                  | 0                     | 0                | 0                   | 0                           | 6                  | 0                    | 0                  | 0                  | 0                 | 0                          | 0                   | 0                              | 0                  |                  | 0                  | 0                  | 0                  | 0                  | 0                    | 7                  | 0                  | 0                  | 0                  | 0                  | 0                 | 0                 | 0                    | 0                               | 0                  | 0                   | 0                   | 0                  | 0                 | 0                  | 0                | 2                       |
| Andorra                 | 80   | 0                   | 2                 | 0                 | 4                      | 6                   | 0                  | 0                     | 0                | 0                   | 0                           | 0                  | 0                    | 2                  | 6                  | 0                 | 7                          | 6                   | 1                              | 2                  | 0                |                    | 0                  | 5                  | 0                  | 4                    | 2                  | 0                  | 0                  | 0                  | 0                  | 4                 | 12                | 5                    | 0                               | 0                  | 0                   | 2                   | 4                  | 2                 | 0                  | 4                | 0                       |
| Hungría                 | 224  | 4                   | 0                 | 4                 | 1                      | 12                  | 10                 | 0                     | 4                | 0                   | 8                           | 5                  | 12                   | 7                  | 8                  | 12                | 8                          | 10                  | 0                              | 10                 | 4                | 4                  |                    | 8                  | 7                  | 6                    | 1                  | 8                  | 8                  | 0                  | 2                  | 0                 | 1                 | 10                   | 1                               | 10                 | 6                   | 7                   | 7                  | 8                 | 4                  | 3                | 4                       |
| Estonia                 | 33   | 0                   | 0                 | 0                 | 0                      | 0                   | 2                  | 0                     | 0                | 4                   | 0                           | 0                  | 0                    | 0                  | 0                  | 0                 | 0                          | 0                   | 0                              | 0                  | 0                | 0                  | 0                  |                    | 0                  | 0                    | 0                  | 0                  | 12                 | 0                  | 0                  | 0                 | 0                 | 6                    | 0                               | 0                  | 0                   | 6                   | 3                  | 0                 | 0                  | 0                | 0                       |
| Bélgica                 | 14   | 0                   | 0                 | 0                 | 0                      | 0                   | 12                 | 0                     | 0                | 0                   | 2                           | 0                  | 0                    | 0                  | 0                  | 0                 | 0                          | 0                   | 0                              | 0                  | 0                | 0                  | 0                  | 0                  |                    | 0                    | 0                  | 0                  | 0                  | 0                  | 0                  | 0                 | 0                 | 0                    | 0                               | 0                  | 0                   | 0                   | 0                  | 0                 | 0                  | 0                | 0                       |
| Eslovenia               | 140  | 5                   | 0                 | 0                 | 6                      | 0                   | 0                  | 8                     | 0                | 3                   | 6                           | 0                  | 0                    | 10                 | 7                  | 7                 | 4                          | 7                   | 5                              | 5                  | 5                | 8                  | 7                  | 0                  | 6                  |                      | 3                  | 2                  | 5                  | 0                  | 1                  | 0                 | 7                 | 0                    | 6                               | 4                  | 0                   | 0                   | 1                  | 0                 | 7                  | 5                | 0                       |
| Turquía                 | 197  | 10                  | 0                 | 0                 | 0                      | 3                   | 0                  | 3                     | 10               | 10                  | 12                          | 12                 | 8                    | 0                  | 1                  | 0                 | 1                          | 0                   | 8                              | 6                  | 0                | 7                  | 6                  | 0                  | 12                 | 0                    |                    | 10                 | 0                  | 2                  | 12                 | 0                 | 2                 | 7                    | 8                               | 8                  | 12                  | 0                   | 0                  | 7                 | 1                  | 7                | 12                      |
| Austria                 | 4    | 0                   | 0                 | 0                 | 0                      | 0                   | 0                  | 0                     | 3                | 0                   | 0                           | 0                  | 0                    | 0                  | 0                  | 0                 | 0                          | 0                   | 0                              | 0                  | 0                | 1                  | 0                  | 0                  | 0                  | 0                    | 0                  |                    | 0                  | 0                  | 0                  | 0                 | 0                 | 0                    | 0                               | 0                  | 0                   | 0                   | 0                  | 0                 | 0                  | 0                | 0                       |
| Letonia                 | 168  | 0                   | 10                | 5                 | 2                      | 5                   | 5                  | 0                     | 2                | 2                   | 7                           | 0                  | 5                    | 4                  | 12                 | 0                 | 3                          | 8                   | 0                              | 7                  | 12               | 0                  | 4                  | 12                 | 8                  | 7                    | 0                  | 1                  |                    | 0                  | 0                  | 1                 | 0                 | 3                    | 0                               | 5                  | 0                   | 12                  | 12                 | 1                 | 3                  | 2                | 8                       |

#### Final
| ......Participante..... | Pts. | Bandera de Montenegro | Bandera de Bielorrusia | Bandera de Armenia | Bandera de Andorra | Bandera de Austria | Bandera de Francia | Bandera de Dinamarca | Bandera de Grecia | Bandera de España | Bandera de Serbia | Bandera de Finlandia | Bandera de Turquía | Bandera de Bosnia y Herzegovina | Bandera de Bélgica | Bandera de Portugal | Bandera de Albania | Bandera de Rumania | Bandera de Chipre | Bandera de Croacia | Bandera de Eslovenia | Bandera de Israel | Bandera de Alemania | Bandera de Lituania | Bandera de Noruega | Bandera de Suiza | Bandera de República Checa | Bandera de los Países Bajos | Bandera de Irlanda | Bandera de Malta | Bandera de Estonia | Bandera de Georgia | Bandera de Bulgaria | Bandera de Suecia | Bandera de Ucrania | Bandera de Rusia | Bandera de Letonia | Bandera de Islandia | Bandera de Polonia | Bandera de Moldavia | Bandera del Reino Unido | Bandera de Macedonia del Norte | Bandera de Hungría |
| ----------------------- | ---- | --------------------- | ---------------------- | ------------------ | ------------------ | ------------------ | ------------------ | -------------------- | ----------------- | ----------------- | ----------------- | -------------------- | ------------------ | ------------------------------- | ------------------ | ------------------- | ------------------ | ------------------ | ----------------- | ------------------ | -------------------- | ----------------- | ------------------- | ------------------- | ------------------ | ---------------- | -------------------------- | --------------------------- | ------------------ | ---------------- | ------------------ | ------------------ | ------------------- | ----------------- | ------------------ | ---------------- | ------------------ | ------------------- | ------------------ | ------------------- | ----------------------- | ------------------------------ | ------------------ |
| Bosnia y Herzegovina    | 106  | 7                     | 0                      | 1                  | 0                  | 8                  | 1                  | 7                    | 0                 | 0                 | 8                 | 0                    | 10                 |                                 | 0                  | 0                   | 8                  | 0                  | 0                 | 10                 | 8                    | 0                 | 3                   | 0                   | 6                  | 8                | 4                          | 7                           | 0                  | 0                | 0                  | 0                  | 0                   | 6                 | 0                  | 0                | 0                  | 0                   | 0                  | 0                   | 0                       | 4                              | 0                  |
| España                  | 43   | 4                     | 0                      | 0                  | 0                  | 0                  | 6                  | 0                    | 1                 |                   | 0                 | 0                    | 0                  | 0                               | 3                  | 8                   | 12                 | 0                  | 0                 | 0                  | 0                    | 2                 | 0                   | 0                   | 0                  | 5                | 0                          | 0                           | 0                  | 2                | 0                  | 0                  | 0                   | 0                 | 0                  | 0                | 0                  | 0                   | 0                  | 0                   | 0                       | 0                              | 0                  |
| Bielorrusia             | 145  | 3                     |                        | 10                 | 0                  | 0                  | 0                  | 0                    | 5                 | 0                 | 2                 | 0                    | 0                  | 4                               | 0                  | 1                   | 2                  | 1                  | 6                 | 0                  | 0                    | 12                | 0                   | 7                   | 0                  | 0                | 2                          | 0                           | 0                  | 10               | 7                  | 8                  | 1                   | 0                 | 12                 | 12               | 8                  | 4                   | 7                  | 10                  | 0                       | 7                              | 4                  |
| Irlanda                 | 5    | 0                     | 0                      | 0                  | 0                  | 0                  | 0                  | 0                    | 0                 | 0                 | 0                 | 0                    | 0                  | 0                               | 0                  | 0                   | 5                  | 0                  | 0                 | 0                  | 0                    | 0                 | 0                   | 0                   | 0                  | 0                | 0                          | 0                           |                    | 0                | 0                  | 0                  | 0                   | 0                 | 0                  | 0                | 0                  | 0                   | 0                  | 0                   | 0                       | 0                              | 0                  |
| Finlandia               | 53   | 0                     | 1                      | 0                  | 7                  | 0                  | 0                  | 4                    | 0                 | 0                 | 0                 |                      | 0                  | 0                               | 0                  | 0                   | 0                  | 0                  | 0                 | 0                  | 0                    | 0                 | 1                   | 5                   | 4                  | 1                | 0                          | 0                           | 0                  | 0                | 6                  | 0                  | 0                   | 12                | 0                  | 0                | 0                  | 12                  | 0                  | 0                   | 0                       | 0                              | 0                  |
| Macedonia (ARY)         | 73   | 10                    | 0                      | 0                  | 0                  | 1                  | 0                  | 0                    | 0                 | 0                 | 10                | 0                    | 1                  | 8                               | 0                  | 0                   | 3                  | 0                  | 0                 | 8                  | 10                   | 0                 | 0                   | 0                   | 0                  | 6                | 5                          | 0                           | 0                  | 0                | 0                  | 1                  | 10                  | 0                 | 0                  | 0                | 0                  | 0                   | 0                  | 0                   | 0                       |                                | 0                  |
| Eslovenia               | 66   | 8                     | 4                      | 0                  | 0                  | 0                  | 0                  | 0                    | 0                 | 3                 | 5                 | 0                    | 0                  | 7                               | 2                  | 3                   | 0                  | 0                  | 0                 | 7                  |                      | 0                 | 0                   | 1                   | 0                  | 0                | 0                          | 0                           | 0                  | 5                | 0                  | 0                  | 0                   | 0                 | 4                  | 3                | 4                  | 0                   | 4                  | 0                   | 0                       | 6                              | 0                  |
| Hungría                 | 128  | 0                     | 0                      | 0                  | 6                  | 2                  | 0                  | 8                    | 0                 | 0                 | 12                | 10                   | 0                  | 0                               | 5                  | 2                   | 0                  | 8                  | 0                 | 4                  | 5                    | 0                 | 7                   | 4                   | 8                  | 3                | 0                          | 4                           | 5                  | 1                | 4                  | 5                  | 0                   | 8                 | 0                  | 0                | 5                  | 8                   | 2                  | 0                   | 2                       | 0                              |                    |
| Lituania                | 28   | 0                     | 2                      | 0                  | 1                  | 0                  | 0                  | 0                    | 0                 | 0                 | 0                 | 0                    | 0                  | 0                               | 0                  | 0                   | 0                  | 0                  | 0                 | 0                  | 0                    | 0                 | 0                   |                     | 0                  | 0                | 0                          | 0                           | 12                 | 0                | 0                  | 0                  | 0                   | 0                 | 0                  | 0                | 10                 | 0                   | 0                  | 0                   | 3                       | 0                              | 0                  |
| Grecia                  | 139  | 0                     | 3                      | 8                  | 0                  | 0                  | 3                  | 1                    |                   | 2                 | 4                 | 0                    | 4                  | 3                               | 8                  | 0                   | 7                  | 10                 | 12                | 0                  | 0                    | 1                 | 10                  | 0                   | 0                  | 4                | 3                          | 5                           | 0                  | 0                | 0                  | 4                  | 12                  | 4                 | 0                  | 0                | 0                  | 5                   | 0                  | 6                   | 10                      | 3                              | 7                  |
| Georgia                 | 97   | 0                     | 6                      | 5                  | 0                  | 0                  | 0                  | 0                    | 3                 | 0                 | 0                 | 7                    | 5                  | 1                               | 6                  | 0                   | 0                  | 0                  | 1                 | 2                  | 2                    | 6                 | 0                   | 12                  | 0                  | 0                | 1                          | 2                           | 1                  | 0                | 5                  |                    | 0                   | 0                 | 8                  | 7                | 6                  | 0                   | 5                  | 4                   | 0                       | 0                              | 2                  |
| Suecia                  | 51   | 0                     | 0                      | 0                  | 2                  | 0                  | 0                  | 12                   | 0                 | 0                 | 0                 | 8                    | 0                  | 0                               | 0                  | 0                   | 0                  | 0                  | 0                 | 0                  | 0                    | 0                 | 0                   | 0                   | 12                 | 0                | 0                          | 0                           | 0                  | 0                | 0                  | 0                  | 0                   |                   | 0                  | 0                | 0                  | 10                  | 0                  | 0                   | 7                       | 0                              | 0                  |
| Francia                 | 19   | 0                     | 0                      | 2                  | 8                  | 0                  |                    | 0                    | 0                 | 0                 | 0                 | 0                    | 0                  | 0                               | 0                  | 0                   | 4                  | 0                  | 0                 | 0                  | 0                    | 0                 | 0                   | 3                   | 0                  | 0                | 0                          | 0                           | 0                  | 0                | 2                  | 0                  | 0                   | 0                 | 0                  | 0                | 0                  | 0                   | 0                  | 0                   | 0                       | 0                              | 0                  |
| Letonia                 | 54   | 0                     | 0                      | 0                  | 0                  | 0                  | 0                  | 0                    | 0                 | 0                 | 0                 | 0                    | 0                  | 0                               | 0                  | 0                   | 0                  | 2                  | 0                 | 1                  | 6                    | 0                 | 0                   | 10                  | 3                  | 0                | 0                          | 3                           | 10                 | 4                | 10                 | 0                  | 0                   | 0                 | 0                  | 0                |                    | 0                   | 1                  | 0                   | 4                       | 0                              | 0                  |
| Rusia                   | 207  | 6                     | 12                     | 12                 | 3                  | 0                  | 2                  | 2                    | 8                 | 4                 | 7                 | 3                    | 8                  | 2                               | 0                  | 4                   | 0                  | 3                  | 7                 | 3                  | 3                    | 8                 | 6                   | 6                   | 5                  | 0                | 6                          | 0                           | 6                  | 6                | 12                 | 7                  | 5                   | 5                 | 10                 |                  | 7                  | 1                   | 3                  | 8                   | 6                       | 5                              | 6                  |
| Alemania                | 49   | 0                     | 0                      | 0                  | 5                  | 7                  | 0                  | 5                    | 0                 | 5                 | 0                 | 1                    | 0                  | 0                               | 0                  | 0                   | 6                  | 0                  | 0                 | 0                  | 0                    | 0                 |                     | 0                   | 0                  | 7                | 0                          | 6                           | 0                  | 0                | 3                  | 0                  | 0                   | 1                 | 0                  | 0                | 0                  | 2                   | 0                  | 0                   | 1                       | 0                              | 0                  |
| Serbia                  | 268  | 12                    | 7                      | 7                  | 0                  | 12                 | 8                  | 6                    | 4                 | 1                 |                   | 12                   | 0                  | 12                              | 7                  | 5                   | 1                  | 6                  | 3                 | 12                 | 12                   | 3                 | 8                   | 0                   | 10                 | 12               | 8                          | 8                           | 4                  | 8                | 0                  | 6                  | 6                   | 10                | 6                  | 5                | 3                  | 7                   | 8                  | 5                   | 0                       | 12                             | 12                 |
| Ucrania                 | 235  | 2                     | 10                     | 6                  | 12                 | 4                  | 4                  | 3                    | 7                 | 7                 | 3                 | 6                    | 3                  | 5                               | 1                  | 12                  | 0                  | 4                  | 4                 | 5                  | 4                    | 10                | 5                   | 8                   | 2                  | 2                | 12                         | 1                           | 8                  | 3                | 8                  | 10                 | 3                   | 3                 |                    | 8                | 12                 | 6                   | 12                 | 7                   | 8                       | 2                              | 3                  |
| Reino Unido             | 19   | 0                     | 0                      | 0                  | 0                  | 0                  | 0                  | 0                    | 0                 | 0                 | 0                 | 0                    | 0                  | 0                               | 0                  | 0                   | 0                  | 0                  | 0                 | 0                  | 0                    | 0                 | 0                   | 0                   | 0                  | 0                | 0                          | 0                           | 7                  | 12               | 0                  | 0                  | 0                   | 0                 | 0                  | 0                | 0                  | 0                   | 0                  | 0                   |                         | 0                              | 0                  |
| Rumania                 | 84   | 0                     | 0                      | 0                  | 10                 | 3                  | 7                  | 0                    | 2                 | 12                | 0                 | 0                    | 2                  | 0                               | 0                  | 7                   | 0                  |                    | 5                 | 0                  | 0                    | 7                 | 0                   | 0                   | 0                  | 0                | 0                          | 0                           | 3                  | 0                | 0                  | 0                  | 2                   | 0                 | 2                  | 1                | 1                  | 0                   | 0                  | 12                  | 0                       | 0                              | 8                  |
| Bulgaria                | 157  | 5                     | 0                      | 4                  | 0                  | 6                  | 5                  | 0                    | 12                | 10                | 6                 | 5                    | 6                  | 6                               | 4                  | 6                   | 0                  | 5                  | 10                | 6                  | 7                    | 0                 | 4                   | 0                   | 0                  | 0                | 7                          | 0                           | 0                  | 7                | 1                  | 0                  |                     | 0                 | 3                  | 4                | 2                  | 0                   | 0                  | 3                   | 5                       | 8                              | 10                 |
| Turquía                 | 163  | 1                     | 0                      | 0                  | 0                  | 10                 | 12                 | 10                   | 0                 | 0                 | 0                 | 4                    |                    | 10                              | 12                 | 0                   | 10                 | 7                  | 0                 | 0                  | 0                    | 0                 | 12                  | 0                   | 7                  | 10               | 0                          | 12                          | 0                  | 0                | 0                  | 2                  | 7                   | 7                 | 1                  | 2                | 0                  | 3                   | 0                  | 1                   | 12                      | 10                             | 1                  |
| Armenia                 | 138  | 0                     | 5                      |                    | 0                  | 5                  | 10                 | 0                    | 6                 | 8                 | 0                 | 0                    | 12                 | 0                               | 10                 | 0                   | 0                  | 0                  | 8                 | 0                  | 0                    | 5                 | 2                   | 0                   | 0                  | 0                | 10                         | 10                          | 0                  | 0                | 0                  | 12                 | 8                   | 0                 | 5                  | 10               | 0                  | 0                   | 10                 | 2                   | 0                       | 0                              | 0                  |
| Moldavia                | 109  | 0                     | 8                      | 3                  | 4                  | 0                  | 0                  | 0                    | 10                | 6                 | 1                 | 2                    | 7                  | 0                               | 0                  | 10                  | 0                  | 12                 | 2                 | 0                  | 1                    | 4                 | 0                   | 2                   | 1                  | 0                | 0                          | 0                           | 2                  | 0                | 0                  | 3                  | 4                   | 2                 | 7                  | 6                | 0                  | 0                   | 6                  |                     | 0                       | 1                              | 5                  |

### Máximas puntuaciones
Tras la votación los países que recibieron 12 puntos (máxima puntuación que podía otorgar el jurado) fueron:

#### Final
| N. | A           | De |
| -- | ----------- | --- |
| 9  | Serbia      | Montenegro, Austria, Finlandia, Bosnia y Herzegovina, Croacia, Eslovenia, Macedonia (ARY), Hungría, Suiza |
| 5  | Turquía     | Francia, Bélgica, Alemania, Países Bajos, Reino Unido                                                     |
| 5  | Ucrania     | Andorra, Portugal, República Checa, Letonia, Polonia                                                      |
| 3  | Bielorrusia | Israel, Ucrania, Rusia                                                                                    |
| 3  | Rusia       | Bielorrusia, Armenia, Estonia                                                                             |
| 2  | Armenia     | Turquía, Georgia                                                                                          |
| 2  | Finlandia   | Suecia, Islandia                                                                                          |
| 2  | Grecia      | Chipre, Bulgaria                                                                                          |
| 2  | Rumania     | España, Moldavia                                                                                          |
| 2  | Suecia      | Dinamarca, Noruega                                                                                        |
| 1  | Bulgaria    | Grecia |
| 1  | España      | Albania                                                                                                   |
| 1  | Georgia     | Lituania                                                                                                  |
| 1  | Hungría     | Serbia |
| 1  | Lituania    | Irlanda                                                                                                   |
| 1  | Moldavia    | Rumania                                                                                                   |
| 1  | Reino Unido | Malta |

#### Semifinal
| N. | A                   | De |
| -- | ------------------- | --- |
| 9  | Serbia              | Austria, Bosnia y Herzegovina, Croacia, Eslovenia, Hungría, Macedonia (ARY), Montenegro, República Checa, Suiza |
| 6  | Turquía             | Albania, Alemania, Bélgica, Francia, Países Bajos, Reino Unido                                                  |
| 5  | Bielorrusia         | Armenia, Israel, Moldavia, Rusia, Ucrania                                                                       |
| 5  | Letonia             | Estonia, Irlanda, Lituania, Malta, Polonia                                                                      |
| 3  | Hungría             | Dinamarca, Islandia, Serbia                                                                                     |
| 3  | Islandia            | Finlandia, Noruega, Suecia                                                                                      |
| 3  | Moldavia            | Bielorrusia, Portugal, Rumania                                                                                  |
| 2  | Bulgaria            | Chipre, Turquía                                                                                                 |
| 1  | Andorra             | España |
| 1  | Bélgica             | Georgia |
| 1  | Chipre              | Grecia |
| 1  | Estonia             | Letonia |
| 1  | Macedonia del Norte | Bulgaria |
| 1  | Portugal            | Andorra |

### Orden de votación
| Orden de votación | Orden de votación | Orden de votación | Orden de votación | Orden de votación |
| --- | --- | --- | --- | ----------------- |
| 1. Montenegro 2. Bielorrusia 3. Armenia 4. Andorra 5. Austria 6. Francia 7. Dinamarca 8. Grecia 9. España 10. Serbia 11. Finlandia | 12. Turquía 13. Bosnia y Herzegovina 14. Bélgica 15. Portugal 16. Albania 17. Rumania 18. Chipre 19. Croacia 20. Eslovenia 21. Israel 22. Alemania | 23. Lituania 24. Noruega 25. Suiza 26. República Checa 27. Países Bajos 28. Irlanda 29. Malta 30. Estonia 31. Georgia 32. Bulgaria 33. Suecia | 34. Ucrania 35. Rusia 36. Letonia 37. Islandia 38. Polonia 39. Moldavia 40. Reino Unido 41. Macedonia (ARY) 42. Hungría |                   |

## Reacciones

### Controversia de la votación

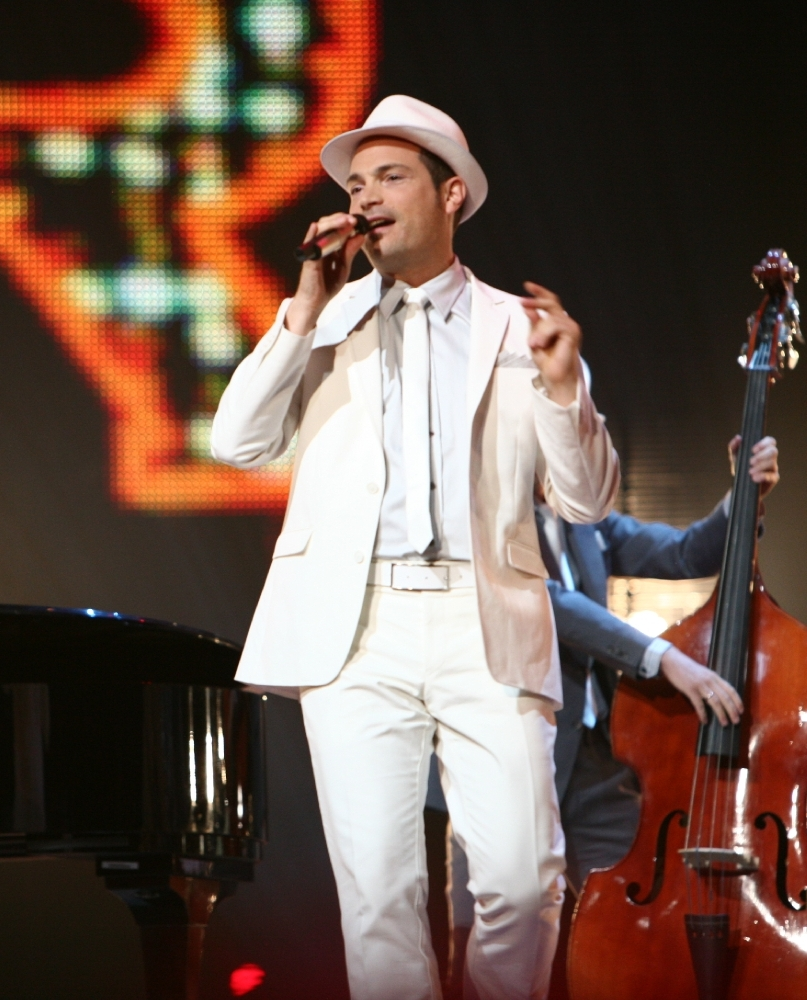
Frauen regier'n die Welt, del alemán Roger Cicero, obtuvo el 19.º lugar.

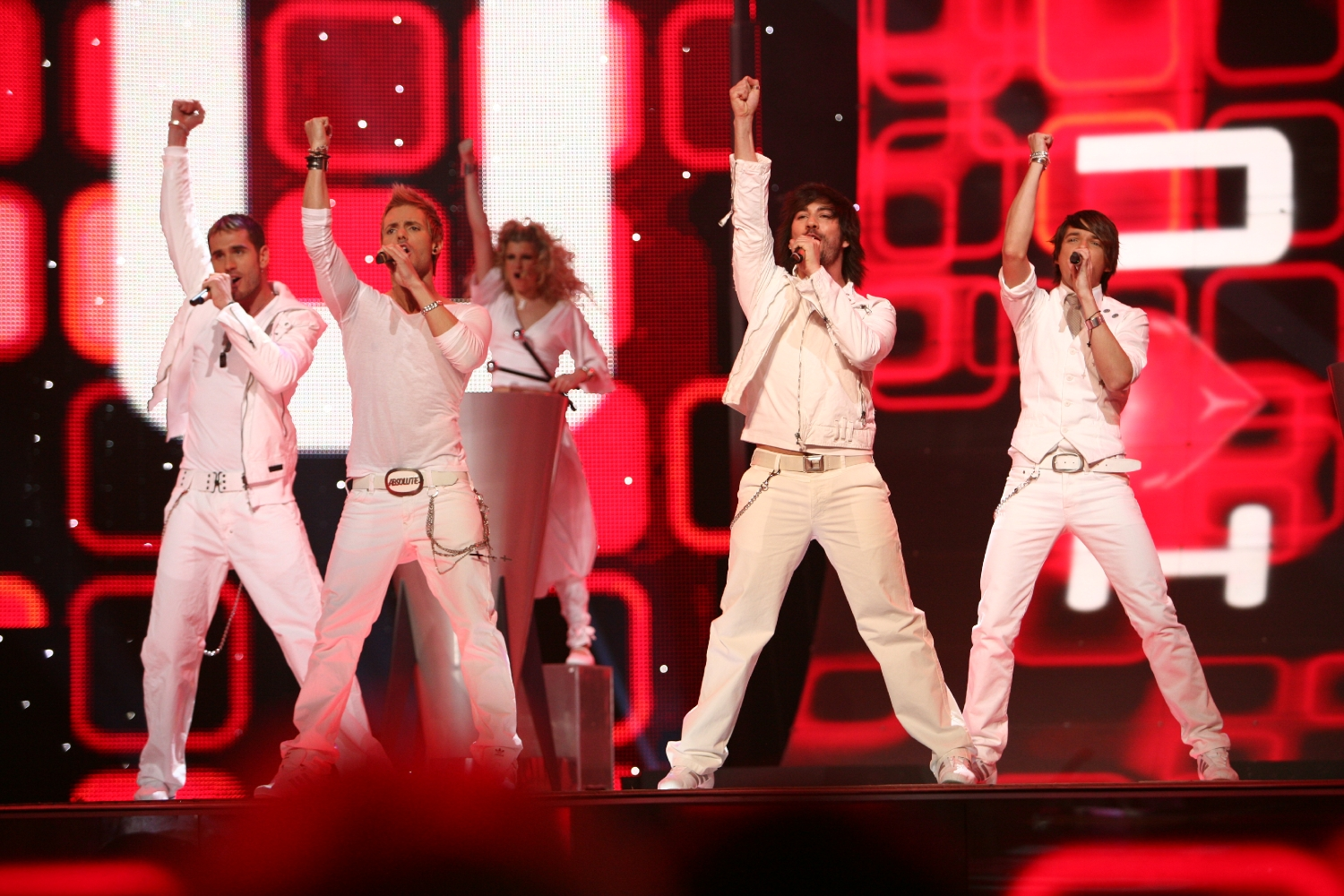
Los representantes de España, D'Nash, interpretan I love you mi vida que alcanzó la posición 20.º.

Tras los resultados de la votación, tanto de semifinales y finales, se levantó una fuerte polémica debido a las grandes diferencias en los resultados entre los países de Europa Occidental y Europa Oriental. De los diez países más votados, todos se ubicaban geográficamente al oriente del continente y eran países miembros del Bloque soviético o de la ex Yugoslavia, a excepción de Grecia y Turquía, más cercanas al grupo occidental a pesar de su ubicación. Finlandia, generalmente alejada de esta clasificación dual, alcanzó la posición 17.ª, siendo este el mejor lugar de un país de Europa Occidental en esta edición seguida de su vecina Suecia en la 18.ª posición. El tema de Alemania, Frauen regier'n die Welt de Roger Cicero terminó en la posición 19.ª, siendo el representante del Big Four que terminó en la mejor posición. Finalmente, y al igual que en los años anteriores, España, Francia y el Reino Unido terminaron dentro de los cinco peores clasificados.
Estos resultados generaron gran controversia. Por un lado, se acusó que el Festival se ha ido orientalizando, en desmedro de los países que originaron el concurso, y por otro lado, que las votaciones están extremadamente influenciadas por razones políticas más que por musicales. Esta teoría se basaría en que la mayor parte de los países entregaron sus doce puntos a países vecinos, ideológicamente cercanos o con un pasado en común. Un ejemplo es la votación de Croacia, que le entregó las cuatro posiciones más altas a Serbia, Bosnia y Herzegovina, Macedonia del Norte y Eslovenia, los cuatro países de la ex-Yugoslavia participantes en la final, mientras que Estonia le entregó los 12 puntos a Rusia (a pesar del conflicto por el Soldado de bronce de Tallin existente entre ambos países durante esos días), seguido de Letonia, Ucrania y Bielorrusia, todos países con los que compartía durante la época de la Unión Soviética. Incluso, Rusia entregó 8 puntos a Ucrania a pesar de la polémica frase "Russia, goodbye" de Dancing lasha tumbai. Otro ejemplo son los dos únicos países que dieron 12 puntos a Suecia fueron sus vecinos escandinavos Noruega y Dinamarca, además Suecia recibió los 10 puntos de Islandia y los 8 puntos de Finlandia sus hermanos nórdicos.   
A esto se sumaría, por ejemplo, la votación desde países de la misma Europa Occidental a países de la Europa Oriental debido a la gran cantidad de inmigrantes de dicho origen: Bélgica, Francia, Alemania y los Países Bajos dieron sus doce puntos a Turquía, mientras que España se los entregó a Rumania. Por otro lado, los países de Europa Occidental recibieron pocos puntos desde Europa Oriental, a excepción de los 12 puntos que recibieron los españoles D'Nash por parte de Albania, que utilizó un jurado y no la votación abierta.
Algunos países protestaron sobre esta situación. El encargado de la delegación de Malta, Robert Abela, denunció que los resultados "no están basados únicamente en la votación popular" y admitió que los 12 puntos entregados por su país al Reino Unido era una decisión deliberada como protesta al voto de bloques. El diario alemán Bild comentó irónicamente que Europa Occidental pagaba altas sumas de dinero para un concurso en el que aparentemente no tenía ninguna oportunidad de ganar, mientras que se incluía una entrevista a Nicole Hohloch, la única ganadora de Eurovisión de dicho país, en la que decía que "es claro que los países del Este participan de un sucio tráfico de puntos cada año (por lo que) Alemania debería retirarse de la competición". La situación incluso fue debatida en el Parlamento del Reino Unido, donde el liberal demócrata Richard Younger-Ross denunció que el actual sistema de votación "atenta contra las relaciones entre los pueblos de Europa".
Por otro lado, durante varios días después de la final, se pensaba que la SRG suiza no iba a participar en la edición de 2008 y que la NDR alemana estaba pensando en abandonar el Festival. Estos rumores se desmintieron posteriormente. 
En respuesta, tanto la UER como otros medios de comunicación incluso de países occidentales respondieron que estas críticas estaban provocadas más por racismo y discriminación que por verdadera preocupación por la competición. Algunos elementos en contra de las críticas es que prácticamente se habrían obtenido los mismos resultados contando únicamente los votos desde el Oeste y que la canción ganadora obtuvo puntos de todos los países exceptuando a Andorra, Estonia, Lituania, el Reino Unido y Turquía, mientras que Ucrania recibió de todos menos Albania. Svante Stockselius, director de la UER, dijo que quizás la solución sea que Occidente envíe "buenas y modernas canciones, como lo hacen los países orientales". En Finlandia, las reacciones en contra de esta polémica incluso ocuparon primera plana: el periódico Hufvudstadsbladet acusó a aquellos "que aún dividen Europa en una parte Occidental y otra oriental" como "estar estancados en la historia" y animó a los europeos a no permitir que "envidiosos malos perdedores destruyan un maravilloso espectáculo paneuropeo". De igual forma, el sueco Expressen expresó en una editorial sentir "vergüenza" por las reacciones en Occidente, afirmando que nunca antes Eurovisión había sido mejor, que la canción serbia era una "ganadora histórica" e incluso que las ideas de separar el concurso eran "increíblemente patéticas".
Por otro lado, tras su victoria en Helsinki, la ganadora del concurso Marija Šerifović regresó a su natal Serbia. En el Aeropuerto Internacional Nikola Tesla, Marija fue recibida por una multitud estimada entre 70.000 y 100.000 compatriotas que la aclamaron por su victoria. Sin embargo, debería partir inmediatamente en una gira promocional organizada por Eurovisión para los ganadores del certamen entre el 16 de mayo y el 21 de ese mismo mes, por Dinamarca, España, Suecia, los Países Bajos, Grecia y Alemania.